# Cantón de Nandayure
Cantón de Nandayure är en kanton i Costa Rica.   Den ligger i provinsen Guanacaste, i den västra delen av landet, 130 km väster om huvudstaden San José.